# Pluty (Ukraina)
Pluty (ukr. Плюти) – wieś letniskowa w rejonie obuchowskim obwodu kijowskiego, 30 km od Kijowa.

## Historia
Wieś została założona w XVII wieku. W 1951 domek z ogrodem nabyli w niej Ołeksandr Kornijczuk wraz z Wandą Wasilewską, którzy spędzali tu wakacje. Obecnie miejscowość modna wśród ukraińskich elit politycznych i biznesowych, domy mają tu m.in. Ołeksandr Ławrynowicz i Ołeh Rybaczuk.